# Данлоп, Дэвид
Дэвид Данлоп (англ. David Dunlop; 22 декабря 1859 — 3 сентября 1931) — британский яхтсмен, чемпион летних Олимпийских игр 1908 года.
Родился 22 декабря 1859 года.
На Играх 1908 года в Лондоне Данлоп соревновался в классе 12 м. Его команда выиграла две гонки и в итоге заняла первое место.
Умер 3 сентября 1931 года.